# Opoczno (gmina)
Opoczno – gmina miejsko-wiejska w województwie łódzkim, w powiecie opoczyńskim. W latach 1975–1998 gmina położona była w województwie piotrkowskim.
Siedziba gminy to Opoczno (za II RP i w PRL Bukowiec).
Według danych z 31 grudnia 2007 gminę zamieszkiwało 35 461 osób. Natomiast według danych z 31 grudnia 2019 roku gminę zamieszkiwało 34 108 osób.

## Struktura powierzchni
Według danych z roku 2007 gmina Opoczno ma obszar 190,64 km², w tym:
- użytki rolne: 69%
- użytki leśne: 19%

Gmina stanowi 18,33% powierzchni powiatu opoczyńskiego.

## Demografia

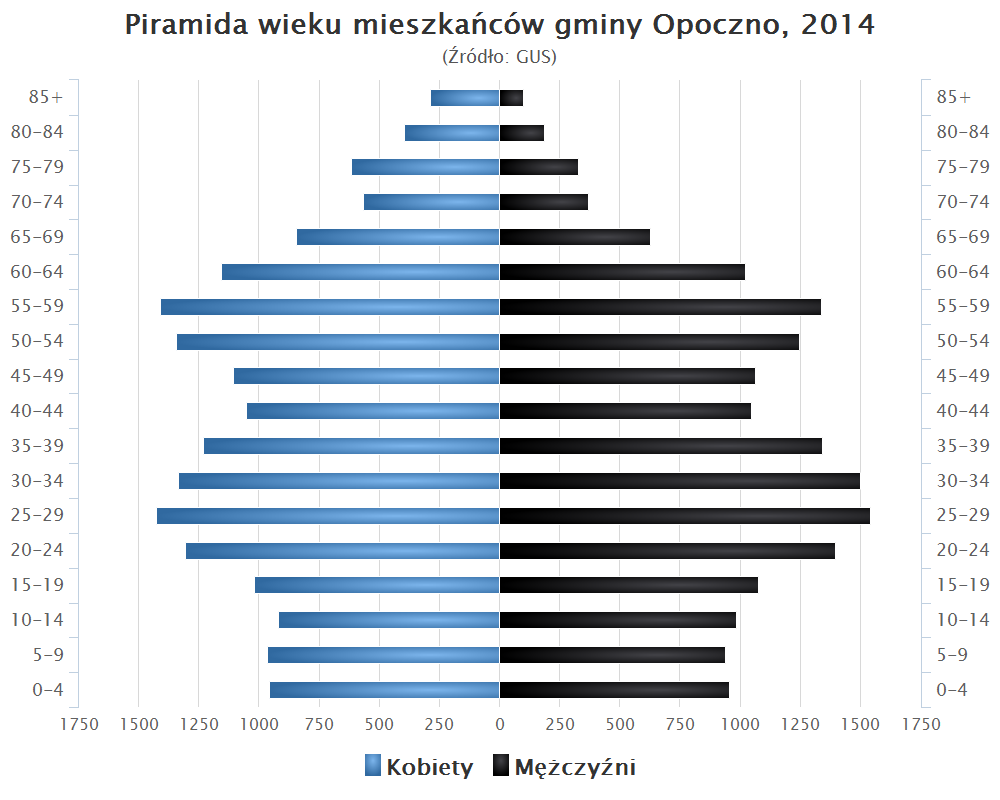
Piramida wieku mieszkańców gminy Opoczno w 2014 roku

Dane z 31 grudnia 2007:
| Opis                              | Ogółem | Ogółem | Kobiety | Kobiety | Mężczyźni | Mężczyźni |
| --------------------------------- | ------ | ------ | ------- | ------- | --------- | --------- |
| jednostka                         | osób   | %      | osób    | %       | osób      | %         |
| populacja                         | 35461  | 100    | 17957   | 50,6    | 17504     | 49,4      |
| gęstość zaludnienia (mieszk./km²) | 186    | 186    | 94      | 94      | 92        | 92        |

## Sołectwa
Adamów, Antoniów, Bielowice, Brzustówek, Bukowiec Opoczyński, Dzielna, Janów Karwicki, Januszewice, Karwice, Kliny, Kraszków, Kraśnica, Kruszewiec, Kruszewiec-Kolonia, Libiszów, Libiszów-Kolonia, Międzybórz, Modrzew, Modrzewek, Mroczków Duży, Mroczków Gościnny, Ogonowice, Ostrów, Różanna, Sielec, Sitowa, Sobawiny, Sołek, Stużno, Stużno-Kolonia, Wola Załężna, Wólka Karwicka, Wygnanów, Ziębów.
Miejscowości bez statusu sołectwa: Brzustówek-Kolonia, Brzuśnia, Dęborzeczka, Januszewice (osada leśna), Sitowa (osada leśna), Stara Wieś, Świerczyna, Wólka Dobromirowa, Wólka Karwicka-Kolonia, Zameczek, Zameczek (osada).

## Sąsiednie gminy
Białaczów, Drzewica, Gielniów, Gowarczów, Inowłódz, Poświętne, Sławno